# Paolo Tagliavento
Paolo Tagliavento (Terni, 19 de setembro de 1972) é um ex árbitro de futebol italiano.